# Атака титанів (фільм)
«Атака титанів» (яп. 進撃の巨人) — японський художній фільм, що вийшов на основі однойменної манги Хаджіме Ісаями. Фільм поділено на дві частини, перша частина вийшла в Японії 1 серпня 2015 року, а друга частина під назвою «Атака титанів: Кінець світу» (яп. 進撃の巨人 エンド オブ ザ ワールド, Shingeki no Kyojin: Endo obu za Wārudo) — 19 вересня 2015 року.

## Сюжет

### «Атака титанів: Жорстокий світ»
Сотні років тому страшним кошмаром людей були Титани, які з'явилися невідомо звідки. Людство було для велетнів лише кормом. Коли люди звели навколо своїх міст стіни Марія, Роза та Сіна, життя змінилося — у ньому з'явився спокій та безтурботність. Як виявилося, лише на якийсь час.
Головні герої: Ерен Йегер, Мікаса Аккерман, Армін Арлерт — перші, які зустріли Колоса — гігантського титана, який ударом ноги проробив дірку в стіні, в яку проникли гіганти, що прагнули крові. Ерен втрачає Мікасу, яка, захищаючи немовля, залишилася віч-на-віч з Титаном.
Армін та Ерен пішли до стіни Роза та записалися до армії, бійці якої можуть вбивати титанів за допомогою пристрою просторового маневрування (ППМ).
Солдати вирушили через зайняті титанами райони до стіни Марія, щоб закласти дірку, пробиту Колосом. Вони роблять зупинку, тим часом на них нападають титани. Частина солдатів їдуть на машинах, покинувши решту, включаючи Ерена, але покинутих рятують досвідчені бійці Сікісіма і Мікаса (подруга Ерена, яка зникла при вторгненні титанів). Ерен дізнається, що Мікаса тепер живе із Сікісімою. Це сильно засмутило його і він починає кричати поруч із табором, бажаючи нападу на табір титанів, що в результаті й сталося. У процесі бою солдатів із титанами з'являються терористи, які намагаються викрасти вибухівку. У результаті вибухівку було втрачено.
Під час бою титан спробував з'їсти Арміна, але Ерен стрибнув у рот титана, викинув звідти Арміна, але сам був проковтнутий титаном. Однак у животі чудовиська він відкрив у собі можливість перетворюватися на титана. Зробивши це, він убив багатьох титанів, примусивши інших піти, далі він атакував людей, але побачивши Мікасу назад перетворився на людину.

### «Атака титанів: Кінець світу»
Солдати повернулися за стіну Роза. Здатність Ерена перетворюватися на титана стала причиною того, що його хотіли розстріляти солдати. Проте раптово стіну проламує Броньований титан, він викрадає Ерена та йде. Ерен виявляється з бійцем Сікісімою, який розповідає йому, що титани були створені людьми для того, щоб використовувати їх як зброю, але експеримент зі створення титанів вийшов з-під контролю, титанів стало дуже багато і люди були витіснені в землі за стінами.
Ерен, Сікісіма та його озброєні бойовики приїхали до стіни Роза, туди ж прибули солдати держави, включаючи Арміна та Мікасу. Там Сікісіма заявив, що збирається пробити решту стін за допомогою старої ракети. Ерен і солдати спробували йому завадити, що змусило Сікісіму перетворитися на Броньованого титана, Ерен також перетворився на титана і переміг Броньованого, згадавши після крику солдата Жана, прийом, використаний у бійці.
Солдати зібралися закладати дірку в стіні, але приходить Колос, який зібрався їм завадити. З'являється і Сікісіма, що залишився живим, але після розмови з Мікасою він вирішує допомогти солдатам. Він перетворився на Броньованого титана і підірвав стару ракету в роті у Колоса, від цього загинула і людина, яка перетворилася на цього титана (людина, що перетворилася на титана, знаходилася в шиї у титану), а також і сам Сікісіма. Після смерті Колоса виникає вибух, спричинений реакцією виділених елементів; цей вибух завалив частину стіни над діркою, утворивши завал, який був вищим, ніж титани, що позбавило їх можливості проходити за стіну. Ерен та Мікаса стоять на вершині стіни й бачать море.
У сцені після титрів, кадри битви з Колосальним Титаном у бункері Сікісіми аналізує закадровий персонаж, який каже, що непередбачуваність Ерена і Мікаси робить їх «захопливими».

## Актори
- Харума Міура — Ерен Йегер[5]
- Кіко Мізухара — Мікаса Аккерман[5]
- Каната Хонго — Армін Арлерт[5]
- Хірокі Хасегава — Сікісіма[5]
- Такахіро Міура — Жан Кірштейн[5]
- Нанамі Сакураба — Саша Браус[5]
- Сатору Мацуо — Саннагі[5]
- Сю Ватанабе — Фукусі[6]
- Аяме Місакі — Хіана[6]
- Ріна Такеда — Ліл[6]
- Сатомі Ісіхара — Ханджі[5]
- П'єр Такі — Соуда[5]
- Дзюн Кунімура — Кубал[5]

## Історія створення

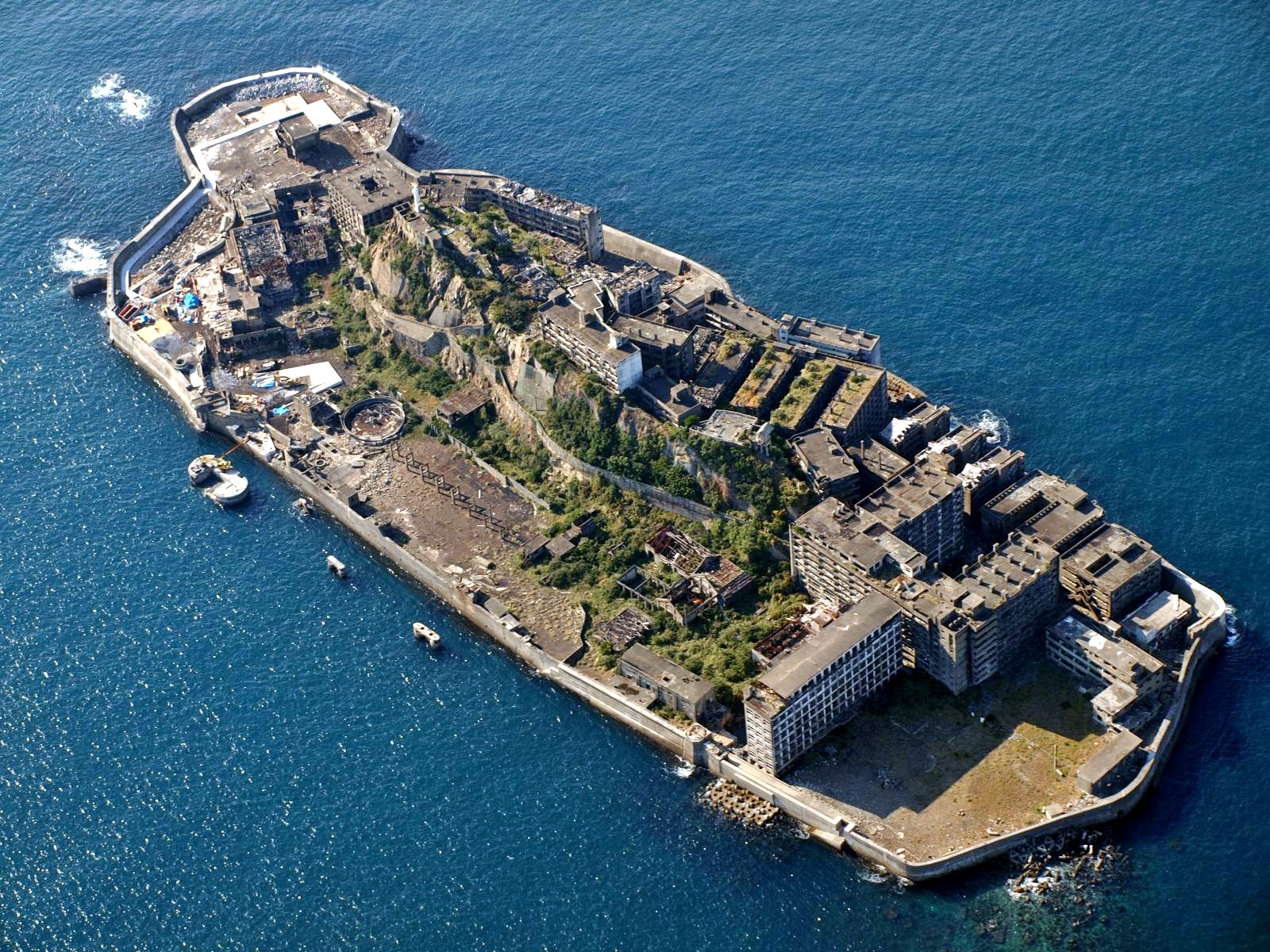
Острів Хасіма, на якому відбувалися основні фільмування

Створення фільму почалося у 2011 році. У грудні цього року стало відомо, що це буде бойовик. Через рік, у грудні 2012 року Т. Накасіма залишив посаду директора через творчі розбіжності щодо фільмування. У грудні 2013 року режисером фільму став Сіндзі Хігурі, а сценаристом Юсуке Ватанабе.
Спочатку творці фільму хотіли зробити фільм дуже вірним вихідному матеріалу, але автор Хаджіме Ісаяма запропонував численні зміни (наприклад, введення нових і інших персонажів і зміна сеттингу на Японію), щоб зробити фільми окремими, оскільки «історія вже розказана», а також вводячи нові елементи, які пізніше будуть використані в манзі. У кінцевому результаті, фільм сильно відрізняється від манги, на основі якої вийшов. Зокрема, творці фільму не включили до нього деяких персонажів із манги, а також додали сім персонажів, які у манзі не фігурують. У той самий час персонажі, що були й у манзі, зазнали істотних змін у фільмі.
Очікувалося, що основне знімання почнеться у 2014 році й фільм вийде в прокат у 2015 році. Також було анонсовано автомобільну рекламу з Титанами та режисером Хігурі, яка транслювалася в січні 2014 року на Nippon TV, набираючи понад 5 мільйонів переглядів на YouTube за чотири дні. Харума Міура була представлена як частина акторського складу у квітні, а в липні було оголошено, що буде два фільми. Перші образи персонажів акторів з'явилися в листопаді.

### Саундтрек
Сіро Сагісу створив і написав оригінальну музику до фільму, який об'єднав в один цілий саундтрек. Тематичні пісні фільмів — «Anti-Hero» та «SOS» відповідно, обидві у виконанні Sekai no Owari. Саундтрек до фільму називається «Attack on Titan (Shinji Higuchi's Original Motion Picture Soundtrack)».
Вся музика написана Сіро Сагісу.
| #     | Назва                                     | Тривалість |
| ----- | ----------------------------------------- | ---------- |
| 1.    | «Le soleil d'or»                          | 1:55       |
| 2.    | «War Song»                                | 3:20       |
| 3.    | «Masterplan (Metalopera)»                 | 5:21       |
| 4.    | «God Have Mercy»                          | 4:17       |
| 5.    | «Rise Up (Rhythmetal)»                    | 5:09       |
| 6.    | «Manicure»                                | 2:03       |
| 7.    | «Boule de cristal (Piano)»                | 2:57       |
| 8.    | «For the Dead»                            | 3:40       |
| 9.    | «Die Die Die Die!!»                       | 3:39       |
| 10.   | «Temper the Wind»                         | 4:14       |
| 11.   | «Orchestre (Lent)»                        | 3:57       |
| 12.   | «Deuxième ouverture»                      | 3:49       |
| 13.   | «Rise Up»                                 | 4:04       |
| 14.   | «War, Politics and Power»                 | 5:17       |
| 15.   | «Attack of Titans»                        | 2:37       |
| 16.   | «Orchestre (Géant à l'est)»               | 5:25       |
| 17.   | «ATM (Rhythmetal)»                        | 4:36       |
| 18.   | «Orchestra (Apogée)»                      | 5:52       |
| 19.   | «Golden Sun»                              | 5:01       |
| 20.   | «Boule de cristal (Épilogue d'orchestre)» | 2:24       |
| 79:30 |                                           |            |

## Історія прокату
Перший фільм вийшов у Японії 1 серпня 2015 року. Він вийшов за сприяння Madman Entertainment в Австралії та Новій Зеландії 27 серпня 2015 року. Funimation Entertainment ліцензувала права на обидва фільми в Північній Америці, Центральній Америці та Південній Америці та влаштувала світову прем'єру першого фільму 14 липня в Єгипетському театрі Граумана в Лос-Анджелесі, Каліфорнія. Режисер Сіндзі Хігурі та зірки Харума Міура і Кіко Мізухара відвідали прем'єру проходячи червоною доріжкою. Атака Титана: Фільм 1 була показана в рамках обмеженого доступу, починаючи з 30 вересня 2015 року, а Атака Титана: Фільм 2 — на три тижні пізніше, 20 жовтня 2015 року. Друга частина під назвою Кінець світу вийшла 19 вересня 2015 року. Він вийшов 1–7 жовтня для Австралії та Нової Зеландії. Другий фільм мав погані збори в японському прокаті, порівняно з першою частиною — перший фільм заробив 4,8 мільйона доларів на першому тижні в японському прокаті, а другий — $2,7 мільйона

### DVD і Blu-ray диски
Випуск на DVD та Blu-ray у Сполучених Штатах, який включав англійські дубляжі обох фільмів, відбувся 4 жовтня 2016 року для Фільму 1, а Фільм 2 — 6 грудня 2016 року.

### Маркетинг
Тизер-трейлер був опублікований у березні 2015 року, а повноцінний трейлер — у квітні. Ще один трейлер був опублікований у червні, який показав, що фільм вийде у форматі IMAX в Японії та за кордоном.

### Касові збори
Фільм I був номером один у перші вихідні прокату в Японії, з 5,1 мільйона доларів США. Це був сьомий найбільш касовий фільм японців у прокаті в 2015 році з ¥3,25 мільярда (27 мільйонів доларів США). і 17-й найбільш касовий фільм у японському прокаті за цей рік. Фільм II не змогла повторити успіх в прокаті, зібравши на 2,1 мільярда йен менше, ніж загальний збір першого фільму, протягом перших трьох тижнів після виходу в прокат. У сумі фільми зібрали 4,93 мільярда йен (46 мільйонів доларів).

## Критика
На Rotten Tomatoes, 47 % критиків дали позитивну рецензію Атака Титанів: Фільм 1 на основі 15 оглядів із середньою оцінкою 6,30/10. 50 % критиків дали Частині 2 позитивну рецензію на основі 8 оглядів із середньою оцінкою 6,00/10. Фільм критикували через відмінності від манги, на основі якої він був знятий. Крім цього, об'єктом критики стала музика, використана у фільмі.. Ще була висунута критика спецефектів, які вважалися такими, що не відповідали голлівудським стандартам. Творці фільму відповіли тим, що порівняння з Голлівудом недоречно, враховуючи різні бюджети фільмів. Разом про те, фільм хвалили, як оригінальний і хороший фільм у жанрі фентезі/жахи.
Японський сайт «Super Movie Criticism» дав погані відгуки про першу частину, оцінивши її в 40 балів зі 100. Негативні відгуки першої частини надав і японський сайт «Yahoo», давши їй 2,21 зірки з 5.
Дерек Еллі з Film Business Asia поставив цьому фільму оцінку 7 з 10 і назвав його «трешовою фантастикою жахів, який є високобюджетною картиною категорії B». Лі Едмунд з South China Morning Post написав: «Один з найзбоченіших фантастичних фільмів останніх років, ця адаптація японської манги є шизофренічним поєднанням жанрів». Позитивно оцінив фільм англомовний сайт «Anime News Network»: «Видатна та захоплююча естетика, на відміну від будь-якого іншого фільму жахів, стрімкий темп і захоплює від початку до кінця, чіткий сценарій з важкими тематичними відтінками, повністю відповідає своєму власному твору мистецтва, відокремленому від вихідного матеріалу».
Інші критики дали неоднозначніші оцінки фільму. П'єра Чен з The Hollywood Reporter назвала фільм «візуально освіжаючим блокбастером, підірваним кліше», зазначивши, що фільм про роботу персонажів був «підірваний халтурними характеристиками». Оглядач The Guardian Кріс Майкл також залишився неоднозначним щодо фільму, назвавши акторську гру «самосвідомою та жахливою», але вихваляючи ефекти та відчуття виробництва фільму категорії B.
У негативнішій рецензії, Браян Ешкрафт з Kotaku розкритикував фільм за його зміни в порівнянні з аніме, які, на його думку, погіршили фільм, і описав початкові сцени як «болісно мелодраматичні, погано зіграні та витримані з банальними діалогами». Рецензент IGN Міранда Санчес також дала негативну рецензію на фільм, назвавши його «меншою версією існуючої історії» та критикуючи спрощення ключових персонажів
Російський інтернет-портал «Film.ru» розкритикував першу частину, описавши її як «безглузда кіноекранізація популярного японського коміксу про війну людей з гігантськими людиноподібними чудовиськами». З негативних моментів наводиться те, що персонажі фільму гірші, ніж вони були в аніме. Висунуто критику гру акторів, а діалоги названі «незграбними». Зазначається те, що фільм знятий у жанрі жахів, але спроби нагнітати страх невдалі, тому що титани не є страшними. З позитивних моментів наводиться те, що добре реалізовані сцени боїв з титанами «з не голлівудським спецефектним бюджетом». Другу частину цей інтернет-портал вважав ще гіршою за першу. Сюжет другої частини критикується за присутню у ньому неправдоподібності. Згідно з цим інтернет-порталом, друга частина «спочатку дратує кошмарними діалогами, а потім розчаровує кульмінаційними битвами». Також зазначено те, що у другій частині присутні багато недоліків першої.

### Технічні труднощі
Атака Титана: Фільм 1 була розкритикована відвідувачами театрів у Сан-Франциско, Огайо, Кентуккі, Техасі та Вісконсіні через субтитр («Я чекав цього дня!»), який завмер у перші десять хвилин фільму та залишався висіти протягом більшої частини фільму через проблему з програмним забезпеченням. Як наслідок, Funimation оголосили, що вони планують вбудувати субтитри у фільми, серед них і Частина 2. Однак інші повідомили, що субтитри працюють належним чином в інших кінотеатрах. Funimation повідомила, що менше 2 % кінотеатрів мали проблеми.